# エウォルト郡区 (アイオワ州キャロル郡)
エウォルト郡区は、アメリカ合衆国、アイオワ州、キャロル郡にある16の郡区の一つである。2000年の国勢調査で、人口は282人だった。

## 地理
エウォルト郡区は、87.5平方キロメートル（33.78平方マイル）で、組み込まれている自治体 (incorporated settlements) はない。